# Gymnastikhuset, Linköping

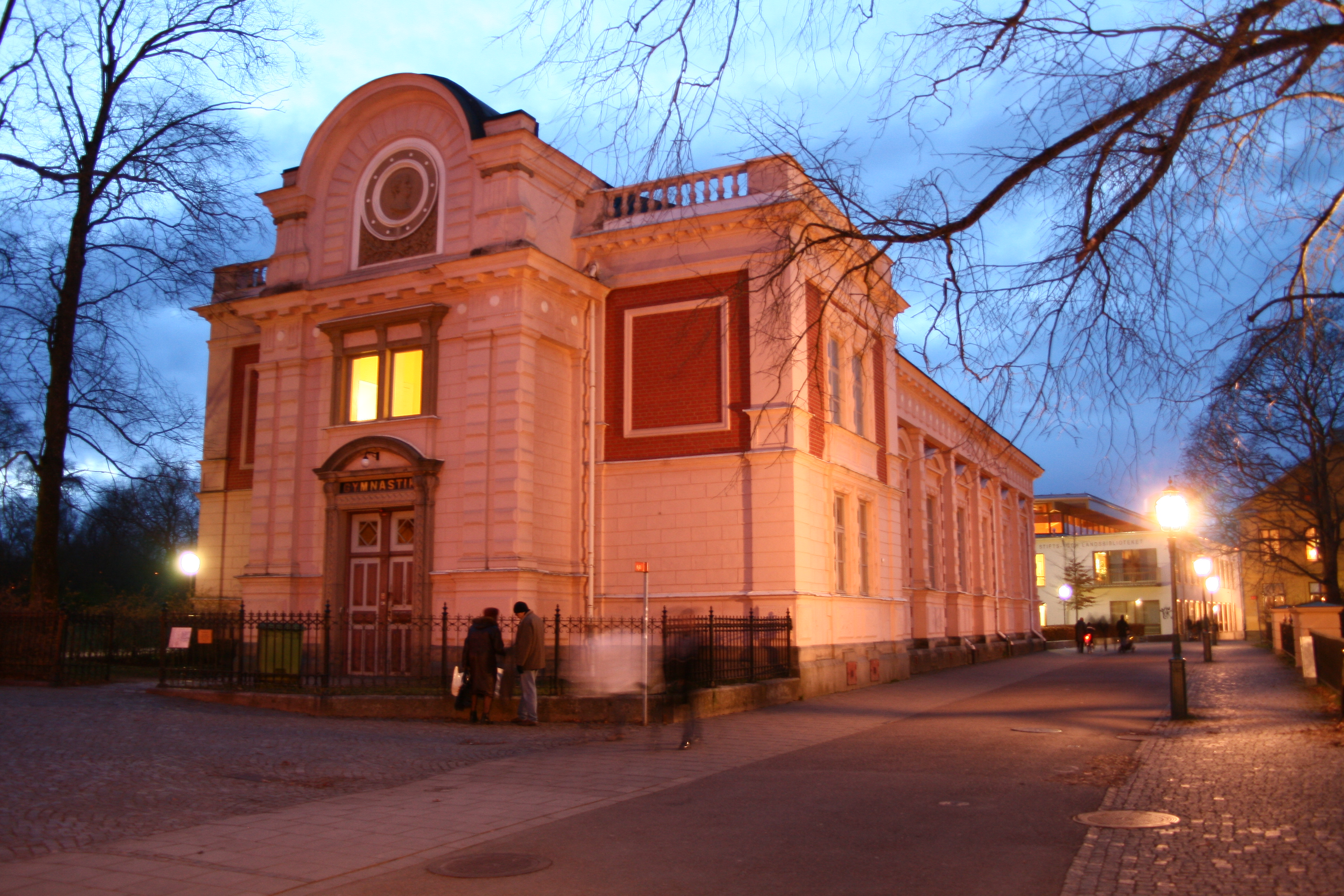
Gymnastikhusets fasad mot Sankt Persgatan

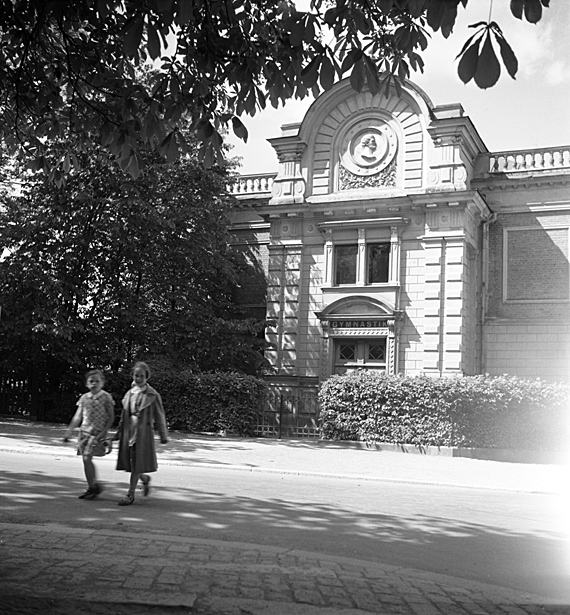
Fasaden mot Sankt Persgatan med medaljonen med Pehr Henrik Lings porträtt, 1940-talet

Gymnastikhuset i kvarteret Atleten 1 är en byggnad vid Ågatan i Linköping, vilken byggdes 1882 som gymnastikhus till Katedralskolan.
Gymnastikhuset ritades i nyrenässansstil av ingenjören Rudolf Ström, vilka bearbetades av arkitekten Axel Fredrik Nyström. Kortsidan mot Sankt Persgatan pryds av en medaljong med Pehr Henrik Lings porträtt. 
Konstnären Johan Krouthén hade i slutet av 1800-talet en utställning i huset.
Gymnastikhuset är beläget mellan Linköpings domkyrka och Linköpings stadsbibliotek och används för idrotts- och hälsoaktiviteter.